# 黄至杰
黄至杰（1953年—），男，河南禹州人，中国道士，全真龙门派第二十一代高道，河南嵩山中岳庙首任方丈，中国道教协会副会长，河南省道教协会会长，河南省政协常务委员。